# Иларион (Денисович)
Игуме́н Иларио́н (в миру — Денисович) — игумен Купятицкого монастыря.
По просьбе брестской кастелянши Аполлонии Войны и её сына, основавших (в 1629 г.) монастырь при Купятицкой церкви (Пинского повета), прислан виленским Свято-Духовским игуменом Иосифом Бобриковичем в настоятели новооснованного монастыря.
В 1637 году, по приказу киевского митрополита Петра Могилы, производил в Пинском повете сбор пожертвований на обновление Киево-Софийского собора и с собранными деньгами отправил в Киев иеромонаха Макария Токаревского. Узнав от Токаревского о крайней ветхости Купятицкого монастырского храма, Могила дал Денисовичу универсал о сборе пожертвований на его возобновление; для сбора этих пожертвований (в 1637—1638 гг.) отправлен был иеромонах Афанасий Филипович, побывавший даже в Москве. В 1640 году Денисович отпустил этого Афанасия в игумены Брестского монастыря.
Опубликовал в Киеве в 1638 году «Описание чудес Купятицкой иконы Божией Матери».